# Lepidocolus
Lepidocolus is een geslacht van uitgestorven weekdieren uit de klasse van de Gastropoda (slakken). Exemplaren van dit geslacht zijn slechts als fossiel bekend.

## Soorten
- Lepidocolus browni (Marwick, 1942) †
- Lepidocolus corrugata (P. Marshall, 1918) †
- Lepidocolus inurbana (Laws, 1932) †